# کومودوس
مارکوس اورلیوس کومودوس آنتونیوس (به لاتین: Marcus Aurelius Commodus Antoninus) (زاده: ۳۱ اوت۱۶۱ – مرگ: ۳۱ دسامبر ۱۹۲ (میلادی)) امپراتور روم میان سال‌های ۱۸۰ تا ۱۹۲ (میلادی) بود.

## زندگی
او در لانوویوم در نزدیکی رم زاده شد. پدرش مارکوس اورلیوس امپراتور روم بود. با اینکه کومودوس پسر بزرگ پدرش نبود ولی از آنجا که برادر بزرگ‌ترش در زمان زندگی پدر مرد پدرش وی را برای جانشینی اش برگزید. وی در ۱ ژانویه۱۷۷ (میلادی) در ۱۵ سالگی به کنسولی رسید و اینچنین جوان‌ترین کنسول تاریخ روم شد. او سپس با بروتیا کریسپینا پیمان زناشویی‌بست. در ۱۷ مارس۱۸۰ مارکوس اورلیوس مرد و پسرش امپراتور یگانه روم گشت.
کومودوس به توان بدنی خود می‌بالید و اندیشه‌های فلسفی پدرش را خوار می‌داشت. او فرمان داده‌بود تا تندیس‌های بسیاری از او بسازند که وی را چونان هرکول در پوست شیر و با گرز نشان‌می‌داد. او خود را باززاییده هرکول می‌دانست و گاه به تقلید از قهرمانان افسانه‌ای در میدان‌های مسابقه به جنگ با جانوران درنده می‌پرداخت. نویسندگان تاریخ آگوستی نوشته‌اند که او تیرانداز ورزیده‌ای بود که می‌توانست در هنگام تاخت با اسب پیکان را به سر شترمرغ نشانه‌رود یا پلنگی را که در میدان رها کرده‌بودند از پای بیندازد.
او همچنین گرایش بسیاری به نبرد گلادیاتوری داشت. وی خود پوشش گلادیاتورها را می‌پوشید و در برابر دیدگان مردمان رم به نبرد با اینان می‌پرداخت. این کار مردمان را از او دلزده می‌ساخت چرا که گلادیاتورها در نزد رومیان پست‌ترین ردهٔ مردمان شمرده می‌شدند و ایشان دوست نداشتند امپراتورشان را در پوشش گلادیاتور ببینند. کومودوس در نبردها پیروز می‌شد و البته این از برای تسلیم شدن گلادیاتورها در برابر امپراتور بود. وی برای گردآوردن مردمان رم در میدان نبرد با گلادیاتورها سکه‌های بسیاری را می‌پرداخت که به اقتصاد روم زیان بسیاری می‌رساند. کومودوس که در تمامی طول دوره حکومت خود هیچ توجه ای به مدیریت امپراتوری نکرد، به نوبه حکومت خود را به دست مقامات و خادمان مورداعتماد خود می‌سپرد، او اول از اتاق‌دار موردعلاقه خود ساتروس بین سال ۱۸۰ تا ۱۸۲ شروع کرد و مسئولیت‌ خود به عنوان امپراتور را در دست او سپرد و بعد بین سال ۱۸۲ تا ۱۸۵ بار امپراتوری را به دست تیگیدیوس پرنیس، رئیس جاه‌طلب گارد پرتورین خود سپرد و در نهایت بین سالهای ۱۸۵ تا ۱۹۰ مسئولیت را به دست مارکوس اورلیوس کلیاندر که هم اتاق‌دار و هم رئیس گارد پرتورین بود سپرد، همه آنها به نوبه خود از فیض کومودوس افتادند و در آخر به فرمان خود کومودوس سر زده شدند، سالهای آخر سلطنت کومودوس بین ۱۹۰ تا ۱۹۲ در وحشت کامل و بزرگنمایی خود گذشت و در تمامی این مدت جناحی پر از دسیسه چینی و بانفوذ به رهبری معشوقه او مارسیا، اتاق‌دار جدید خود اکلکتوس و رئیس گارد پرتورین خود کوینتوس امیلیوس لائتوس ثبات فعلی دولت را حفظ کردند.
هنگامی که در ۱۹۲ بخشی از شهر رم در آتش سوخت، او بختی یافت تا این شهر را به نام خود کولونیا کومودیانا بخواند. همچنین وی دستور داد تا ماه‌های سال به افتخار او نامگذاری شوند. سنا نیز به نام او سنای نیکبخت کومودیوسی نام‌گرفت. ارتش نیز ارتش کومودیوسی خوانده‌شد.
در حقیقت کومودوس و لوسیلا و مکسیموس بر اساس شخصیت‌های واقعی نوشته شده‌اند. در سال ۱۸۲ پس از میلاد مسیح، کومودوس از تروری که توسط خواهر موردعلاقه و اعتمادش لوسیلا که مقام اگوستا (بانوی بزرگوار و والامقام) را داشت و همراه با چهره‌های قدرتمند امپراتوری برنامه‌ریزی کرده بود، جان سالم به در می‌برد، و در این خیانت کومودوس فرمان به پاکسازی بخش بزرگی از شخصیت‌های مهم را با تمام خونباری داد. لوسیلا که کاملاً موردعلاقه و مورداعتماد کومودوس بود پس از تلاش برای ترور و کودتا بر علیه او حال و احوال روحی کومودوس را مختل کرد و امپراتور را کاملا منزوی کرد. کومودوس بسیار قدرت‌طلب بود و حتی نام روم را به Colonia Commodiana (سرزمین کومودیوس) تغییر داد. او در آخر به دست قهرمان کشتی به نام مکسیموس Maximus، کشته شد.
پس از مرگش سنا او را دشمن عامه خواند و نام رم و دیگر بنیادها به نام پیشینشان بازگردانده‌شد. با این همه در ۱۹۵ سپتیموس سوروس امپراتور روم برای بازگردانی ارج خاندان مارکوس اورلیوس از کومودوس اعاده حیثیت کرد و سنای روم نیز وی را ستود.
پس از کومودیوس پرتیناکس به امپراتوری رسید که فرمانروایی کوتاهی داشت. مرگ کومودیوس پایان فرمانروایی دودمان آنتونی نروایی بود.